# 1799 en droit
Cet article présente les faits marquants de l'année 1799 en droit.

## Événements
- 24 janvier : à Ceylan (actuel Sri Lanka), nomination par les Britanniques du premier Auditeur général.

- 15 décembre : en France, promulgation de la Constitution de l'an VIII.
- 28 décembre : en France, Le Moniteur universel, ancêtre du Journal Officiel, devient le seul journal à caractère officiel.

## Naissances
- 17 août : Robert von Mohl, juriste et homme politique allemand († 5 novembre 1875).